# Предпечатна подготовка
Предпечатната подготовка е процес, при който се извършва обработка на дадено печатно издание (книга, списание, вестник, плакат, каталог и тн.) преди неговото тиражиране (отпечатване) в печатница. При предпечатната подготовка се изготвя електронен макет на полиграфското издание с използване на настолни компютърни издателски системи. Осъществяването на предпечатната подготовка изисква познаване на целия процес по издаването на даденото печатно издание, сериозно познаване на необходимите компютърни програми и сериозни познания по полиграфия. Представлява процес, в който се събират в едно текст и графика и се извеждат на електронна печатна форма. В миналото формата се е извеждала на филм.
В България процесът на предпечатна подготовка се изучава в Националната професионална гимназия по полиграфия и фотография, специалност „Полиграфия“, както и в ТУ София, филиал Пловдив, специалност „Полиграфия“.